# Корнамона

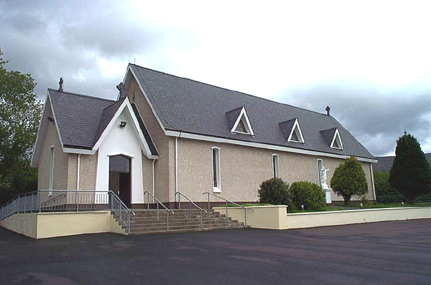

Корнамона (англ. Cornamona; ирл. Corr na Móna) — деревня в Ирландии, находится в графстве Голуэй (провинция Коннахт). Является частью Гэлтахта. Популярное место для ловли лососей и форели.
Население — 842 человека (по переписи 2002 года).